# Ambonnay
Ambonnay és un municipi francès, situat al departament del Marne i a la regió del Gran Est. L'any 2007 tenia 945 habitants.

## Demografia

### Població
El 2007 la població de fet d'Ambonnay era de 945 persones. Hi havia 373 famílies, de les quals 102 eren unipersonals (53 homes vivint sols i 49 dones vivint soles), 107 parelles sense fills, 148 parelles amb fills i 16 famílies monoparentals amb fills.
La població ha evolucionat segons el següent gràfic:
Habitants censats

### Habitatges
El 2007 hi havia 445 habitatges, 383 eren l'habitatge principal de la família, 8 eren segones residències i 54 estaven desocupats. 416 eren cases i 29 eren apartaments. Dels 383 habitatges principals, 291 estaven ocupats pels seus propietaris, 78 estaven llogats i ocupats pels llogaters i 14 estaven cedits a títol gratuït; 12 tenien dues cambres, 30 en tenien tres, 98 en tenien quatre i 243 en tenien cinc o més. 311 habitatges disposaven pel capbaix d'una plaça de pàrquing. A 149 habitatges hi havia un automòbil i a 198 n'hi havia dos o més.

### Piràmide de població
La piràmide de població per edats i sexe el 2009 era:
| Homes | Edats   | Dones |
| ----- | ------- | ----- |
| 0     | 95 o +  | 0     |
| 8     | 90 a 94 | 12    |
| 4     | 85 a 89 | 4     |
| 4     | 80 a 84 | 0     |
| 16    | 75 a 79 | 24    |
| 28    | 70 a 74 | 28    |
| 28    | 65 a 69 | 24    |
| 8     | 60 a 64 | 32    |
| 16    | 55 a 59 | 8     |
| 40    | 50 a 54 | 40    |
| 36    | 45 a 49 | 28    |
| 32    | 40 a 44 | 36    |
| 36    | 35 a 39 | 28    |
| 36    | 30 a 34 | 16    |
| 32    | 25 a 29 | 52    |
| 16    | 20 a 24 | 8     |
| 48    | 15 a 19 | 40    |
| 16    | 10 a 14 | 40    |
| 16    | 5 a 9   | 40    |
| 28    | 0 a 4   | 20    |

## Economia
El 2007 la població en edat de treballar era de 589 persones, 450 eren actives i 139 eren inactives. De les 450 persones actives 430 estaven ocupades (244 homes i 186 dones) i 19 estaven aturades (3 homes i 16 dones). De les 139 persones inactives 56 estaven jubilades, 44 estaven estudiant i 39 estaven classificades com a «altres inactius».

### Ingressos
El 2009 a Ambonnay hi havia 378 unitats fiscals que integraven 935 persones, la mediana anual d'ingressos fiscals per persona era de 23.029 €.

### Activitats econòmiques
Dels 44 establiments que hi havia el 2007, 1 era d'una empresa extractiva, 7 d'empreses alimentàries, 1 d'una empresa de fabricació d'altres productes industrials, 7 d'empreses de construcció, 15 d'empreses de comerç i reparació d'automòbils, 1 d'una empresa de transport, 2 d'empreses d'hostatgeria i restauració, 4 d'empreses de serveis, 3 d'entitats de l'administració pública i 3 d'empreses classificades com a «altres activitats de serveis».
Dels 9 establiments de servei als particulars que hi havia el 2009, 1 era un taller de reparació d'automòbils i de material agrícola, 3 fusteries, 3 lampisteries, 1 electricista i 1 perruqueria.
Dels 4 establiments comercials que hi havia el 2009, 1 era una gran superfície de material de bricolatge, 1 una botiga de menys de 120 m², 1 una peixateria i 1 una joieria.
L'any 2000 a Ambonnay hi havia 137 explotacions agrícoles que ocupaven un total de 770 hectàrees.

## Equipaments sanitaris i escolars
El 2009 hi havia 1 escola maternal i 1 escola elemental.

## Poblacions més properes
El següent diagrama mostra les poblacions més properes.